# Plumeria

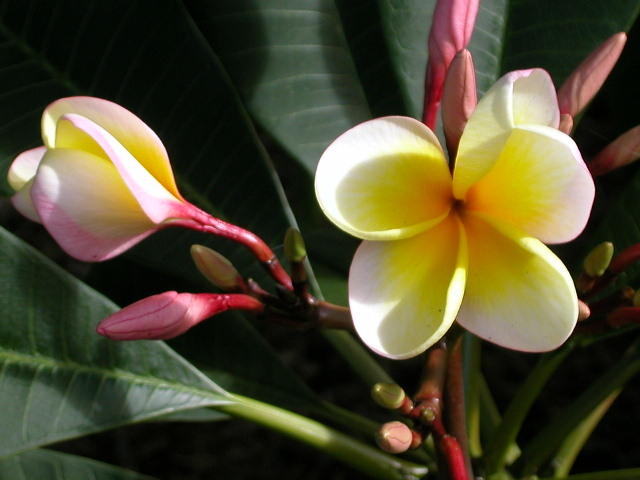
Plumeria biała

Plumeria (Plumeria Tourn. ex L.), znana także jako Kwiat Lei – rodzaj roślin z rodziny toinowatych. Należy tu 7-8 gatunków pochodzących z Ameryki Środkowej. Nazwę nadano dla upamiętnienia francuskiego botanika Charlesa Plumiera.

## Morfologia
Nieduże drzewa lub krzewy z białym lateksem. Gałęzie zwykle są grube z liśćmi na końcach. Liście mają zmienne kształty w zależności od gatunku, różne gatunki są wiecznie zielone, inne gubią liście w porze suchej. Rośliny te mają okazałe i silnie pachnące kwiaty zebrane w szczytowych kwiatostanach. Kwiaty są 5-krotne, korona jest zrosłopłatkowa, różnobarwna w zależności od gatunku i odmiany uprawnej. Pozbawione nektaru kwiaty plumerii silnie pachną w nocy wabiąc zapylające je ćmy.

## Systematyka
Pozycja systematyczna według APweb (aktualizowany system APG III z 2009)
Należy do podrodziny Rauvolfioideae Kosteletzky, rodziny toinowatych (Apocynaceae ), która jest jednym z kladów w obrębie rzędu goryczkowców (Gentianales) z grupy astrowych spośród roślin okrytonasiennych
Pozycja w systemie Reveala (1993-1999)
Gromada okrytonasienne (Magnoliophyta Cronquist), podgromada Magnoliophytina Frohne & U. Jensen ex Reveal, klasa Rosopsida Batsch, podklasa jasnotowe (Lamiidae Takht. ex Reveal), nadrząd  Gentiananae  Thorne ex Reveal, rząd toinowce (Apocynales Bromhead), rodzina toinowate (Apocynaceae Juss.), rodzaj plumeria Plumeria.
Gatunki
- Plumeria alba L. – plumeria biała
- Plumeria clusioides Griseb.
- Plumeria hybr. – plumeria mieszańcowa
- Plumeria obtusa L.
- Plumeria pudica Jacq.
- Plumeria rubra L. – plumeria czerwona

## Zastosowanie
Kilka gatunków to popularne rośliny ozdobne w strefie tropikalnej, zwłaszcza plumeria biała i plumeria czerwona. Na wyspach Pacyfiku takich jak Tahiti, Fidżi, Hawaje, Tonga i Wyspy Cooka plumeria jest używana do robienia lei, czyli naszyjnika z kwiatów.